# Лейк-Дистрикт
Национа́льный парк Лейк-Дистрикт (англ. Lake District National Park) — заповедник в Камберлендских горах на северо-западе Англии, в графстве Камбрия. Основан в 1951 году.
Лейк-Дистрикт знаменит своими живописными горными и озёрными ландшафтами, послужившими вдохновением для многих поэтов и художников, включая живших здесь представилетелей так называемой озёрной школы — Уильяма Вордсворта и Беатрис Поттер.
Назван по обилию озёр, включающих четыре крупнейших в Англии — Уиндермир, Алсуотер, Бассентуэйт, Деруэнт-Уотер. Также на территории заповедника находится гора Скофел-Пайк, являющаяся самой высокой точкой Англии.
Лейк-Дистрикт — один из самых посещаемых национальных парков Великобритании.

## География

Территория парка

Лейк-Дистрикт растянулся на 55 км в ширину. Территория парка сформировалась в результате оледенения, которое закончилось 15 тыс. лет назад. Парк включает в себя образовавшиеся в результате воздействия ледников широкие долины, имеющие U-образную форму, в большинстве из которых сегодня расположено множество озёр. Именно их обилие и дало название парку. В наиболее возвышенных районах находятся каровые озера. Более высокие горы имеют скалистую структуру, более низкие холмы представляют вересковую пустошь, покрытую папоротником и вереском. Ниже находится лесистая местность, где старинные дубы соседствуют с соснами. Бо́льшую часть местности занимают болота, что является следствием частых дождей. Общая же площадь парка составляет 2292 км².

Панорамный вид на Кесуик с вершины горы Уолла-Крэг

## Предложенное расширение
В декабре 2009 года, организация Природа Англии предложила расширить территорию национального парка по направлению к Йоркшир-Дейлсу. Это позволит включить экосистемы реки Льюн. Предложение было отклонено советом графства Камбрия.